# Butowt
Butowt herbu Gryf (ur. w XIV w., zm. w XV w.) – bojar litewski, adoptowany podczas unii horodelskiej (1413).
Nosił nazwisko patronimiczne Montygajłowicz.

## Życiorys
Butowta spotykamy pierwszy raz w 1401 roku jako jednego ze świadków unii wileńskiej. Występuje wówczas w następującej formie: „Bwtold Montigaylo”. Historyk Władysław Semkowicz spekuluje, że może być identyczny z bojarem żmudzkim, występującym jako „Bernardus dictus Buthouth” w 1413 roku w procesie z Krzyżakami.

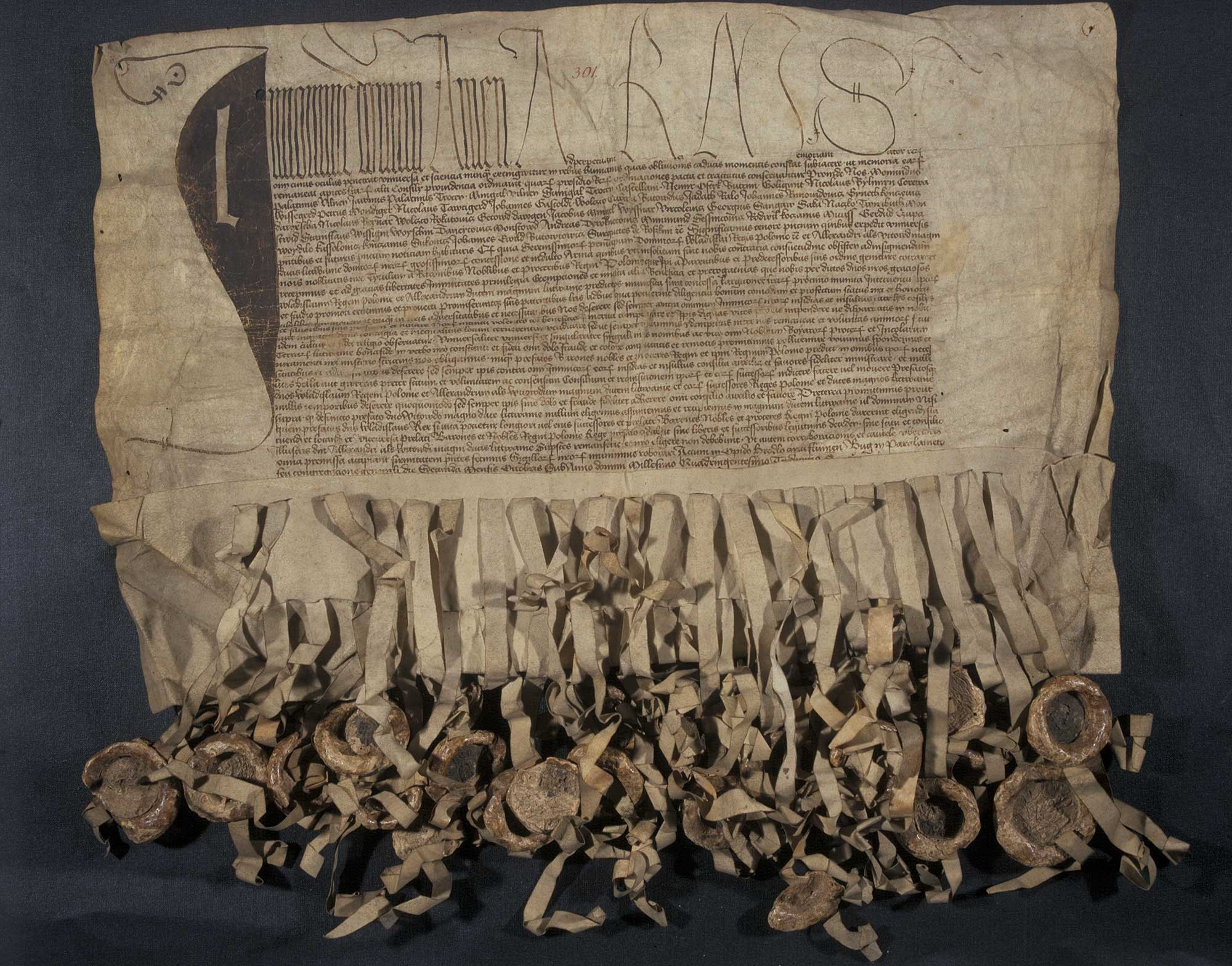
Dokument unii horodelskiej z 1413 roku z przyczepionymi pieczęciami

W 1413 roku podczas unii horodelskiej doszło do przyjęcia przez polskie rodziny szlacheckie, bojarów litewskich wyznania katolickiego (tzw. adopcja herbowa). Jednym z ważniejszych dowodów tamtego wydarzenia jest istniejący do dziś dokument, do którego przyczepione są pieczęcie z wizerunkami herbów szlacheckich.
Z dokumentu dowiadujemy się o istnieniu Butowta Montygajłowicza, który został adoptowany przez przedstawicieli Gryfitów.
Nie jest wiadome jaki polski przedstawiciel Gryfitów występował, ponieważ pośród świadków aktu horodelskiego nie ma żadnego Gryfity. Do przywieszonych przy akcie pieczęci polskich panów, swoją pieczęć przywiesił sam Butowt. Pieczęć ma sporą wielkość, jest dość zniszczona, wyobraża gryfa w lewą zwróconego stronę, w otoku napis nie dość wyraźny i częściowo zatarty. Litery w nawiasach uzupełnił sam Semkowicz:

(s · bu)towd m(on)ti(ga)lowycz

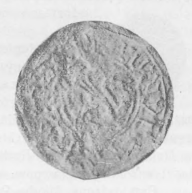
Pieczęć Butowta przywieszona do aktu unii horodelskiej (1413)

Należałoby tu wspomnieć o Juszku Butołtowiczu, pojawiającego się w źródłach historycznych w 1474 roku. Niepewne jest jednak, czy pochodzi on od wspomnianego Butowta, gdyż imię to nie należało do rzadkich na Litwie, nosił je chociażby ojciec Stanisława Butowtowicza, adoptowanego podczas unii horodelskiej do rodu Godziembów oraz jeden z synów Kiejstuta Giedyminowicza.
Montygajłów odnajdujemy aż dwóch, pochodzili oni z różnych rodów o rodzimych godłach litewskich. Występują na aktach unii z lat 1433 i 1434; oczywiście nie mają oni nic wspólnego z rodem Butowta Montygajłowicza.
Jeszcze w XX w. na Żmudzi istniały osady Butawty w pow. poniewieskim i pow. rosieńskim, Montygaliszki zaś leżą w dawnym pow. wileńskim koło Muśnik, drugie w dawnym pow. trockim niedaleko Trok, lecz znów nie wiadomo, czy któraś z tych osad ma cokolwiek wspólnego z rodem Butowtów.